# Хенриета фон Насау-Вайлбург (1780–1857)
Вижте пояснителната страница за други личности с името Хенриета фон Насау-Вайлбург.
Хенриета фон Насау-Вайлбург (на немски: Henriette von Nassau-Weilburg; * 22 април 1780, Кирххаймболанден; † 2 януари 1857, дворец Кирххайм унтер Тек) е принцеса от Насау-Вайлбург и чрез женитба принцеса на Вюртемберг. Тя е прабаба на Мери Тек, бабата на британската кралица Елизабет II.

## Живот
Хенриета е най-малката дъщеря на княз Карл Кристиан фон Насау-Вайлбург (1735 – 1788) и съпругата му Каролина Оранска-Насау-Диц (1743 – 1787), дъщеря на княз Вилхелм IV Орански. След смъртта на нейните родители тя расте под опекунството на брат си Фридрих Вилхелм фон Насау-Вайлбург (1768 – 1816).
Хенриета се омъжва на 28 януари 1797 г. в Херемитаже при Байройт за принц Лудвиг фон Вюртемберг (1756 – 1817), вторият син на херцог Фридрих Евгений II фон Вюртемберг (1732 – 1797). Той е брат на Фридрих I Вилхелм Карл (1754 – 1816), от 1806 г. първият крал на Вюртемберг, на София Доротея Августа (Мария Фьодоровна) (1759 – 1828), омъжена 1776 г. за руския император Павел I, и на Елизабет Вилхелмина Луиза (1767 – 1790), омъжена 1788 г. за император Франц II (1768 – 1835). Тя е втората му съпруга. Понеже нейният съпруг се задължава много финансово, брат му, крал Фридрих I фон Вюртемберг, през 1811 г. им определя дворец Кирххайм за постоянно место за живеене. След смъртта на нейния съпруг херцогиня Хенриата се ангажира социално в град Кирххайм.
Тя умира на 2 януари 1857 г. в дворец Кирххайм унтер Тек на 76 години.
- Хенриета фон Насау-Вайлбург, 1838
- Херцогиня Хенриета фон Насау-Вайлбург

## Фамилия
Хенриета и Лудвиг имат децата:
- Мария Доротея (1797 – 1855), омъжена на 24 август 1819 г. за ерцхерцог Йозеф Антон Йохан Австрийски (1776 – 1847), палатин на Унгария, син на император Леополд II
- Амалия Тереза Луиза Вилхелмина Филипина (1799 – 1848), омъжена на 24 април 1817 г. за херцог Йозеф фон Саксония-Алтенбург (1789 – 1868), син на херцог Фридрих фон Саксония-Хилдбургхаузен
- Паулина Тереза Луиза (1800 – 1873), омъжена на 15 април 1820 г. за първия си братовчед крал Вилхелм I фон Вюртемберг (1781 – 1864)
- Елизабет Александрина Констанца (1802 – 1864), омъжена на 16 октомври 1830 г. за маркграф Вилхелм фон Баден (1792 – 1859), син на велик херцог Карл Фридрих фон Баден
- Александер Паул Лудвиг Константин (1804 – 1885), основател на линията на херцозите на Тек, женен на 2 май 1835 г. (морг.) за графиня Клаудина Рéдей фон Кис-Рéде, графиня фон Хоенщайн (1812 – 1841)